# Ziablikovo
Ziablikovo (Муниципальный округ Зябликово) est un district administratif du district administratif sud de Moscou, existant depuis 1991.
Il tire son nom du village de Ziablikovo, qui se trouvait à un endroit qui se situe aujourd'hui à proximité du quartier d'Orekhovo-Borissovo Ioujnoïe. La découverte de tumulus sur le domaine suggère que la zone était déjà habitée au XIIe siècle.
Ses limites sont définies par la réforme administrative de 1991.

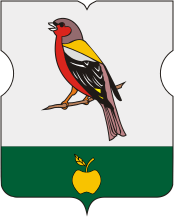
Armes du district
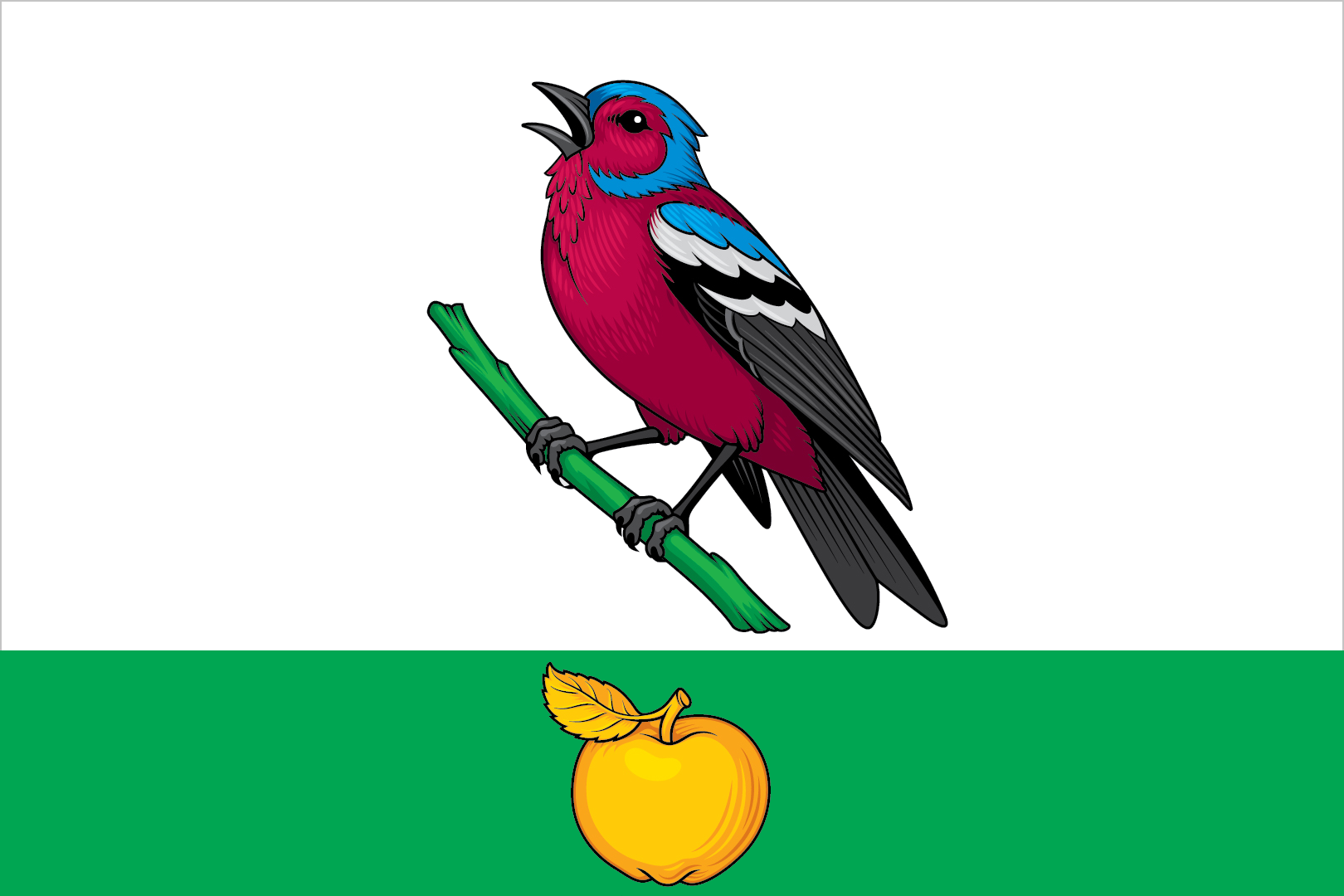
Drapeau du district